# 沙姆巴特大桥

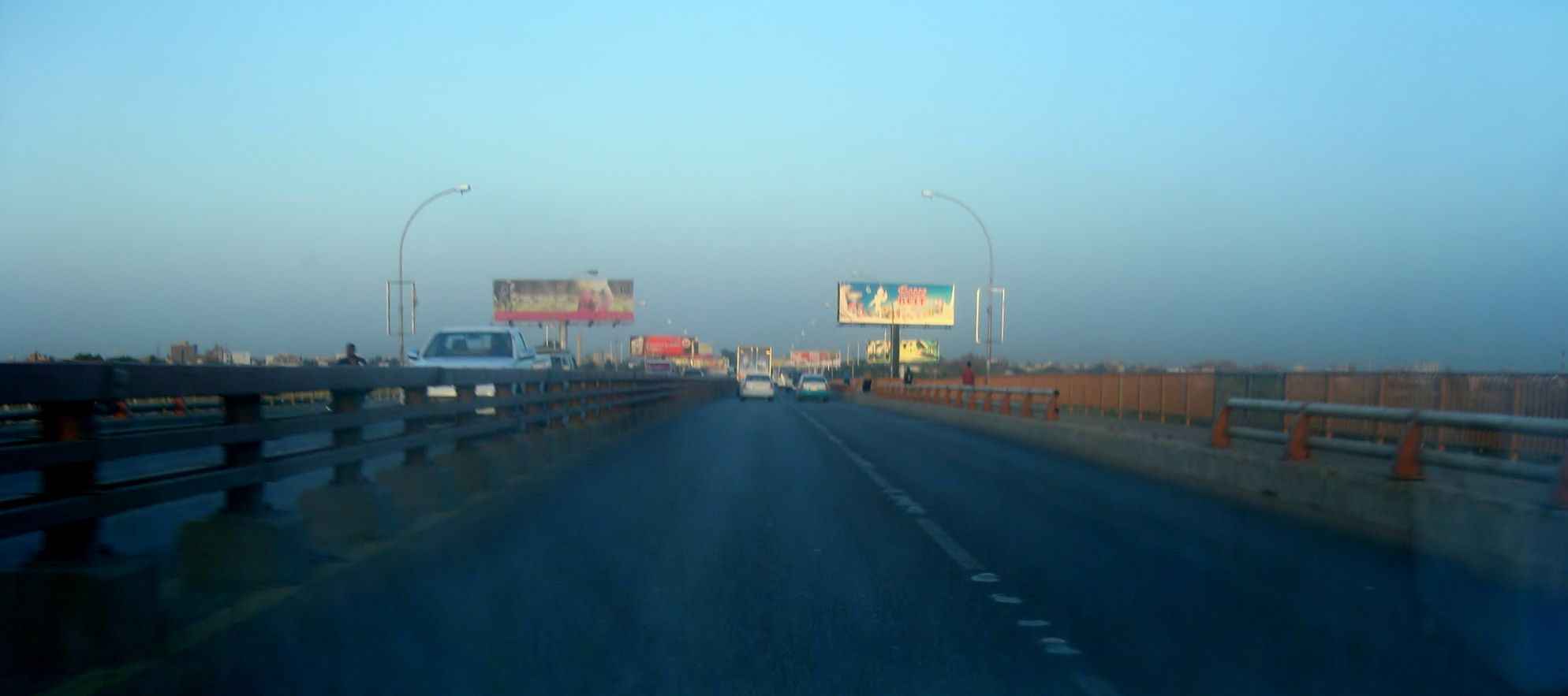
沙姆巴特大橋，攝於2012年

沙姆巴特大橋（阿拉伯语：‎）是蘇丹一座跨越尼羅河的橋樑，連接北喀土穆與恩圖曼（近青尼羅河與白尼羅河交匯處）。此橋樑長約1050公尺、寬約23.6公尺，由義大利公司Recchi建造，於1963年開工、1966年落成，為首座義大利公司在海外建設的預力混凝土橋樑。
2023年蘇丹內戰的喀土穆戰役爆發後，沙姆巴特大橋於11月11日在雙方交火中被摧毀，快速支援部队與蘇丹武裝部隊均指控對方炸毀橋樑。